# Черешница
 Тази статия е за селото в България.  За селото в Гърция вижте Черешница (дем Костур).  
Черѐшница е село в Югозападна България. То се намира в община Сандански, област Благоевград.

## Население

### Етнически състав
Преброяване на населението през 2011 г.
Численост и дял на етническите групи според преброяването на населението през 2011 г.:
|                     | Численост |
| Общо                | 46        |
| Българи             | 45        |
| Турци               | -         |
| Цигани              | -         |
| Други               | -         |
| Не се самоопределят | -         |
| Неотговорили        | -         |

## География
Село Черешница се намира в планински район. Близо до него се намира село Златолист и град Мелник.

## История
През XIX век Черешница е чисто българско и се числи към Демирхисарската кааза на Османската империя. В „Етнография на вилаетите Адрианопол, Монастир и Салоника“, издадена в Константинопол в 1878 година и отразяваща статистиката на населението от 1873 година, Черешница (Tchéreschnitsa) е посочено като село със 150 домакинства и 480 жители българи.
На 8 септември 1869 година жителите на Черешница изхвърлят гръцките книги от църквата и ги заменят със старобългарски. През 1871 година Атанас Поппетров от Либяхово, открива първото българско училище в селото. През 1872 година местният патриот хаджи Ангел Янев предприема обиколка из българските земи и събира значителна сума за училището от Дупнишката, Горноджумайската, Софийската, Русенската и други общини.

При потушаването на Кресненско-Разложкото въстание башибозуци, водени от черкезина Юсуф Ефенди, разоряват селото и подлагат на клане жителите на Черешница. Британският консул в София Уилям Палгрейв пише, че в клането е участвала и редовна войска. В доклад от 25 ноември 1878 година той описва събитията по следния начин:
| „ | ... село Черещница в Македония ... състоящо се от сто и петдесет къщи, с изцяло българско население, възлизащо, както се говори, на осемстотин души или горе-долу толкова, било внезапно и без всякакво предупреждение обградено и нападнато от смесени турски сили, отчасти редовни и отчасти башибозуци, командвани от турски офицер. Те веднага нападнали и избили жителите, които не оказали никаква съпротива, ограбили селото и след това го изгорили. От цялото село само девет души, по-точно четирима мъже, три жени и две деца, успели да избягат. Те пристигнали миналата седмица на българска територия в Кюстендил и единият от тях, от когото в присъствието на владиката на града беше записана същността на горната информация, дойде в София. Досега за съжаление неговият разказ получи предостатъчно потвърждение от всички места. | “ |

Палгрейв предава и предположенията, че сред причините за клането е и отстояваната от селото позиция по отношение на църковно-просветната борба:
| „ | Село Черешница не е взело участие във въстаническото движение, разгърнало се в съседство. Обаче жителите преди осем години сменили фанариотската с църковната власт [на Екзархията] и основали в селото българско училище за децата. Затова се предполага, че изтребването им от турските войски може отчасти да се е дължало на гръцко подстрекателство или внушение. | “ |

В 1891 година Георги Стрезов пише за селото:
| „ | Черешница, на СИ от Валовища, 1/2 час до Ковачово. Почва плодородна в жита и грозде; изнася се и вино. В църквата се чете по български; училище няма. Къщи 70. | “ |

Съгласно статистиката на Васил Кънчов („Македония. Етнография и статистика“) от 1900 година, селото е населявано от 440 жители, всички българи-християни.
Според статистиката на секретаря на Българската екзархия Димитър Мишев („La Macédoine et sa Population Chrétienne“) в 1905 година селото (Tchirechitza) вече се числи към Мелнишка кааза. Християнското население на Черешница се състои от 520 българи екзархисти.
В миналото жителите на Черешница за се занимавали главно със земеделие. Отглеждали са тютюн и чрез продажбата му са се прехранвали.
Днес голяма част от населението на Черешница се е изселило в по-големите градове. Постоянните жители са възрастни хора, които се занимават със земеделие и скотовъдство.

## Културни и природни забележителности
Село Черешница е разположено във формата на подкова, обърната на юг. В околностите на селото в западна посока могат да се видят част от прочутите Мелнишки пирамиди. Поради високата си набожност хората са възстановили три параклиса – „Света Петка“, „Света Богородица“ и „Свети Георги“. Църквата „Свети Никола“, намираща се в центъра на селото, е от ХІХ в., построена с две отделения – мъжко и женско.
В селото пролетта идва рано, а есента идва късно.

## Редовни събития
Едно от най-големите събития е селският панаир, който се отбелязва в края на месец юли в чест на „Св. Петка“. Първоначално панаирът се е организирал през месец октомври, но поради студеното време се измества честването му през юли. Носи се легенда, че около преди стотина години на децата от селото са се случвали нещастия и измирали. На един свещеник му се присънило, че в тази местност точно под едно определено дърво ще намерят заровена икона на „Св. Петка“. Събрали се хората от селото и започнали да копаят в корените на дървото. Докато копаели, в изкопа паднало едно 12-годишно момиче. Всички се уплашили, че отново ги е сполетяло нещастие, но момичето било живо и здраво, и им извикало да продължават да копаят. Намерили в корените на дървото икона на светицата. Издигнали параклис в нейна чест. Оттогава тази местност, намираща се на около 2 км от с. Черешница, се нарича „Св. Петка“.

## Известни личности
Родени в Черешница
- Атанас Василев (1895 – 1925), деец на ВМРО, убит от михайловисткото крило[11]
- Атанас Хаджипопов (1884 – 1945), български общественик, кмет на Сандански и народен представител
- хаджи Ангел Янев, български възрожденски общественик
- Васил Черкезов – Херкулес, Черкеза (? – 1925), български революционер от ВМОРО и ВМРО
- Георги Манолов Илиев, полковник-инженер от БА. Роден 1951 г. Завършил ВНВУ „В. Левски“ – В. Търново и Военна академия „Георги С. Раковски“ – София. Служил в редовете на Българската армия и Генералния щаб.
- хаджи поп Димитър Ангелов (Черешничкият поп) (около 1830 – 1897), български църковен деец и общественик
- Петър Самарджиев (1919 – 1944), български комунист
- Стамат Неделчев (1874 – ?), български революционер, деец на ВМОК
- Стоян Борисов (1950 – 2021), народен певец
- Стоян Георгиев (? – 1922), български революционер, убит от дейци на ВМРО при междуособиците в революционното движение през 20-те години[12]